# 武内由紀子
武内 由紀子（たけうち ゆきこ、1973年3月19日 - ）は、大阪府大阪市港区出身の日本人女性で、元アイドル、タレント、俳優である。1993年から吉本興業所属。血液型はO型。

## 来歴・人物
大阪市港区出身。大阪府立港高校を卒業。その後、短期大学（校名は非公表）を卒業。
1993年、吉本興業が「東京パフォーマンスドール」の姉妹ユニットとして結成した「大阪パフォーマンスドール」（OPD）のリーダーとしてデビュー。1995年にWコウジ（今田耕司・東野幸治）と結成した「WEST END×YUKI」として、本家「EAST END×YURI」の「DA.YO.NE」の数あるローカル版の1つである大阪弁カバー「SO.YA.NA」を歌って話題（売上枚数は約50万枚と大ヒット）になり武内自身も全国的な知名度を獲得した。また YUKI (from O.P.D.) としてソロシングル「Ruby 〜 悲しき自由（リバティ）〜」をリリースした。GEISHA GIRLSの作品制作にもMC YUKIとして参加した。OPDリーダーとして常に最前面に立ち、斬り込み隊長・広報部長のような立場で様々な企画で体を張ってOPDをアピールした。芸能キャリアのハイライトとなる「WEST END×YUKI」の活動時は大阪在住であったため、大阪でOPDのレッスンを行いつつ東京に単身出張してソロ活動を行う生活を続けていた。
その後、OPDが解散した後は俳優・タレントに転身し、1996年に東京に移住してルミネtheよしもと新喜劇のメンバーとして活動する傍ら、NHK大阪放送局の『夕方5時です千客万来』→『夕方5時ですとっておき関西』のキャスターを始めとしたテレビ出演もこなしている。今度は東京在住で大阪に出張するという、アイドル時代とは逆の生活を送っている。
日本のロックバンド、ウルフルズのギタリストであるウルフルケイスケは従兄にあたる。
2001年9月、一般男性と結婚したが、2007年12月3日離婚。
2013年3月19日、40歳になったことを記念し、3年間交際していた、7歳年下のパン職人（当時は五反田駅東口のブーランジェリーで働いていた）の男性（中込直）と入籍した（同時に本名の姓を「中込」に改姓）。武内自身、パン屋巡りをする程のパン好きであったとのこと。
2017年11月9日、夫の中込直が東京都大田区山王（大森駅付近）に「BAKEMAN」というパン屋を開業した。
2018年6月、特別養子縁組制度により、男児を迎える。
2020年4月、特別養子縁組制度により、女児を迎える。2021年7月1日、家庭裁判所への申し立てが受理され長女として入籍したことを報告。
以降、母親業と並行して他の吉本所属芸能人とオンラインサロンの「ママ部」を共同運営し、子育てに関する情報をファンと相互にやり取りしている。
フラダンスを趣味としており、高橋里華が主宰するフラダンスチーム「Laule'a lani（ラウレア・ラニ）」に所属して様々な場所でフラダンスを披露するなどの活動を行っている。
子育てが忙しいため、2010年代後半以降は芸能活動が大きく制限されている。

## 出演

### テレビ
バラエティ
- ゴールド・ラッシュ! (フジテレビ系列)
- 初笑い東西寄席（1994年 - 、NHK総合） - 2007年まで
- ユメディア号こども塾（1995年4月8日 - 1998年4月4日、NHK教育） - 1995年度・1996年度 準レギュラー
- ミックスパイください（CBCテレビ） - アシスタント
- 解禁テレビ（1995年、日本テレビ系列）
- 天才てれびくん「めざせスーパーキッズ!!天てれ運動王」（1996年10月10日、NHK教育テレビ）
- 夕方5時です千客万来 （1999年4月 - 2000年3月、NHK大阪放送局）
- 夕方5時ですとっておき関西 （2000年4月 - 2002年3月、NHK大阪放送局）
- ヨシモト∞（ヨシモトファンダンゴTV） - 土曜日2部準レギュラー・その他不定期
- カルチャーSHOwQ〜21世紀テレビ検定〜（東名阪ネット6） - 第89回ゲスト
- あの人は今!? （日本テレビ系列） - リポーター
- 信ジラレナイ99連発（日本テレビ系列） - リポーター
- スター姫さがし太郎（<2010年10月2日、テレビ東京系列）
- 夫婦でありがとう（2012年10月 - 2013年9月25日、BSジャパン）
- コヤブ歴史堂〜にゃんたの（秘）ファイル〜（2013年5月25日、ABCテレビ/テレビ朝日系列）
- 漫才のDENDO（2013年11月15日、ABCテレビ） - 特番のみ
- 大阪ほんわかテレビ（読売テレビ） - レギュラー出演中
- サタハピ しずおか（2016年6月10日 - 2019年3月、静岡朝日テレビ） - 準レギュラー

ドラマ
- オードリー（NHK総合） - 第77回
- CRANE 突然の訪問者 （1995年4月7日、MBSテレビ「エリアコードドラマ06」）
- アットホーム・ダッドSP （2004年9月28日、関西テレビ/フジテレビ系列）
- 港町人情ナース「伊豆温泉リゾート殺人事件」 （2007年8月8日、BSジャパン）
- 24時間あたためますか?〜疾風怒涛コンビニ伝〜 第2章「美食家vsコンビニ」（2008年3月15日、日本テレビ系列）
- 慰謝料弁護士〜あなたの涙、お金に変えましょう〜 第7話（2014年2月20日、読売テレビ）

### ラジオ
- 桂三枝のチキチキ王国（1994年10月 - 1996年9月、TBSラジオ・ABCラジオ） - チキンズ（アシスタント） 1995年9月頃まで
- ラジオよしもと むっちゃ元気! （ラジオ大阪） - 金曜レギュラー
- G1 Grouper（1995年10月 - 1996年9月、TOKYO FM/JFN系列） - 月曜パーソナリティ
- 帰ってきたパフォーマンスドール TPD RETURNS（2015年2月20日（第15回目）・インターネットラジオ） - 「大阪パフォーマンスドール」特集でゲスト出演

### 映画
- グーグーだって猫である （2008年9月6日、「グーグーだって猫である」フィルム・コミッティ）
- FLOWERS -フラワーズ- （2010年6月12日、「FLOWERS」製作委員会）

オリジナルビデオ
- 万引きGメンは見た！（2012年3月16日、販売元：GPミュージアム）

### 舞台
| タイトル                                                           | 劇団                  | 公演期間                                  | 劇場                                  | 備考            |
| ------------------------------------------------------------------ | --------------------- | ----------------------------------------- | ------------------------------------- | --------------- |
| ホセ中村とギャッフンボーイズ ※都合によりホセ中村は出演いたしません | Piper                 | 2002年7月17日 - 21日 2002年7月25日 - 28日 | 近鉄小劇場 全労済ホールスペース・ゼロ |                 |
| インシュアランス アドベンチャー                                    | スペクタクルガーデン  | 2003年10月31日 - 11月3日                  | 銀座小劇場                            |                 |
| 0.5ミリの遠距離恋愛                                                | ピクチュアトリカル    | 2003年11月26日 - 30日                     | ラフォーレミュージアム原宿            |                 |
| ネバーランド☆A GO! GO!                                             | TOON BULLETS!         | 2004年3月23日 - 28日                      | 新宿スペース107                       |                 |
| ポリゴンハーツ・デュアル                                           | スペクタクルガーデン  | 2004年5月2日 - 5日 2004年5月7日 - 9日     | 新宿シアターモリエール HEP HALL       |                 |
| インディアンポーカー                                               | original tempo        | 2004年6月15日 - 17日 2004年8月2日・3日    | HEP HALL 下北沢駅前劇場               |                 |
| ラジオドッグ                                                       | エビス堂大交響楽団    | 2004年8月26日 - 8月29日                   | 中野ザ・ポケット                      | ゲスト出演      |
| ラスト・ステージ -改訂版-                                          | 方南ぴぃぐみ          | 2004年12月21日 - 23日                     | 銀座みゆき館劇場                      |                 |
| Brains                                                             | G-up Presents         | 2005年1月22日 - 30日                      | シアターVアカサカ                     |                 |
| 時代×時代劇TWO DASH                                                | IQ5000                | 2005年2月25日 - 27日                      | 神戸アートビレッジセンター            |                 |
| ネバーランド☆A GO! GO! 2                                           | TOON BULLETS!         | 2005年3月26日 - 4月3日                    | シアターVアカサカ                     |                 |
| G.W.錠                                                             | Ben-Croft             | 2005年8月30日 - 9月6日                    | 新宿シアターモリエール                |                 |
| だめんず・うぉ〜か〜                                               |                       | 2006年5月16日・4日                        | 紀伊國屋サザンシアター                |                 |
| 愛の讃歌                                                           | KOYA・MAP             | 2006年5月31日 - 6月4日                    | シアターグリーン メインホール         |                 |
| ニンニクノ心                                                       | DNA produce           | 2006年7月28日 - 30日                      | シアターサンモール                    |                 |
| じゅわっと                                                         | 円谷劇団              | 2006年10月5日 - 9日                       | 銀座博品館劇場                        |                 |
| 銀行ノススメ                                                       | ザ・プラン9           | 2006年12月7日 - 11日                      | ワッハ上方 ワッハホール               |                 |
| ホンノムシ                                                         | Ladybugs & クローバー | 2008年5月31日・6月1日 2008年6月28日       | 新宿シアターモリエール そごう劇場     | 演出・構成 出演 |
| CROSS CONNECTION 〜クロス コネクション〜                           | 京橋花月よる芝居      | 2009年1月9日 - 18日                       | 京橋花月                              |                 |
| 及川クリーンカンパニー                                             | 京橋花月よる芝居      | 2009年10月3日・4日                        | 京橋花月                              |                 |
| mrcr, ktkr. -メリクリ、キタコレ。-                                 | 京橋花月よる芝居      | 2009年12月22日 - 24日                     | 京橋花月                              | 演出            |
| 帝銀事件の頃                                                       | 不消者（けされず）    | 2010年4月20日 - 25日                      | 笹塚ファクトリー                      |                 |
| Magic Spell マジスペ! 〜魔法の呪文ありますか?〜                    | 京橋花月よる芝居      | 2010年7月22日 - 25日                      | 京橋花月                              | 演出            |

### お笑いライブ
| タイトル              | 公演期間                                                               | 劇場                                                    |
| --------------------- | ---------------------------------------------------------------------- | ------------------------------------------------------- |
| 久馬歩編集 月刊コント | 2010年2月26日 2011年3月30日 2011年10月24日 2012年5月28日 2013年6月10日 | 品川よしもとプリンスシアター 京橋花月 ルミネtheよしもと |

- 他にルミネtheよしもと新喜劇や神保町花月に多数出演。

### ライブ
- 武内由紀子20周年記念LIVE〜20/40〜 （2013年6月16日、大阪・BERONICA）
- 80年代&90年代〜アイドルヒットステージ〜 （2014年5月6日、カメリアホール）

## ディスコグラフィ

### CD
シングル
※「Ruby 〜悲しい自由（リバディ）〜」は2016年9月に7インチのアナログで再発売された。
アルバム

### DVD
- ザ・プラン9「銀行ノススメ」（2007年8月8日、YRBE-60090）
- ハッピーな片想い （2008年4月23日、YRBY-90034）
- 日の出アパートの青春 （2008年4月23日、YRBY-90035）
- 花坂荘の人々 上巻 & 下巻（2009年7月1日、上巻：YRBY-90138 下巻：YRBY-90139）

※ 以上よしもとアール・アンド・シーより発売。